# Воейков, Алексей Васильевич
Алексе́й Васи́льевич Вое́йков (9 [20] декабря 1778 — 22 июня [4 июля] 1825, Рассказово, Тамбовская губерния) — генерал-майор русской армии, поэт и переводчик, дед художника В. Д. Поленова.

## Биография
Алексей Воейков родился 9 декабря 1778 года в дворянской семье; сын отставного капитана артиллерии. Записан в гвардию в 1793 году. В том же году начал обучение в Московском университетском пансионе, который окончил с отличием 19 мая 1796 года.
На действительной военной службе Воейков состоял с 1797 года в чине прапорщика Ярославского мушкетерского полка. Служил на адъютантских должностях. Участвовал в Швейцарском походе русской армии (1799 год), где был ординарцем у Александра Суворова. Во время русско-турецкой войны 1806—1812 годов служил в 1806 году в чине капитана в Днепровской армии, занявшей Молдавию. Принимал участие в Войне четвёртой коалиции.
В русско-шведскую войну 1808—1809 годов состоял адъютантом при генерале Барклае де Толли, с которым очень сблизился; по его поручению вёл переговоры со шведами.
22 сентября 1809 года, будучи подполковником Лейб-Гренадерского полка, был переведён за отличие с тем же чином в лейб-гвардии Преображенский полк с оставлением в прежней должности. Отличился при переходе через залив Кваркен зимой 1809 года.
Назначение Михаила Богдановича Барклая де Толли военным министром 18 января 1810 открывало новые горизонты в военной карьере Воейкова. 1 января 1810 получил чин полковника, а 29 сентября 1810 года был назначен флигель-адъютантом императора Александра I. Затем Воейков был назначен директором Особенной канцелярии военного министра (фактически руководителем военной разведки). В 1811 году способствовал назначению Михаила Кутузова главнокомандующим Дунайской армией.
В марте 1811 года А. В. Воейков был в дополнение к занимаемым постам назначен редактором комиссии по составлению воинских уставов и Уложения. Этому способствовало вхождение Воейкова в круг сподвижников Михаила Сперанского через товарища по альма-матер, Михаила Магницкого. После ссылки Сперанского по указанию Императора Александра I был уволен из министерства и 19 марта 1812 получил новое назначение командиром 3-й бригады 27-й пехотной дивизии включавшей 49-й и 50-й егерские полки.
Принимал участие в Отечественной войне 1812 года и Войне шестой коалиции, где получил ранение в правую руку (по другим источникам — контужен и ранен в ногу) под д. Кайзерсвальде.
После отставки с мундиром, 17 июня 1815 года, Воейков поселился с семьёй в тамбовском имении Ольшанка в Борисоглебском уезде (ныне там село Красное Знамя (бывшая Старая Ольшанка) Уваровского района).
Умер 22 июня (4 июля) 1825 года в селе Рассказово под Тамбовом и был похоронен в Трегуляевом Предтечевом монастыре.
Имя Воейкова было выбито на мраморной доске Московского университетского пансиона, где он учился.

## Семья
С 1813 года был женат на Вере Николаевне Львовой (1792—1872), дочери Николая Александровича Львова, архитектора и приятеля Державина, от его брака с Марией Алексеевной Дьяковой. Родилась в Москве, в доме Полторацких, где её родители часто гостили. Воспитывалась мадам Леблер-Лебеф, эмигранткой-француженкой, и с ранних лет играла на фортепиано, пела и принимала участие в домашних спектаклях. С 1807 года, после смерти родителей, жила в доме опекуна Г. Р. Державина, который посвятил ей стихотворение «Вере за кошелек» (1809). После замужества покинула Петербург и жила с мужем в его имении Ольшанка, где осталась и после его смерти. Её воспоминания были напечатаны в журнале «Старина и новизна» в 1904 году. В браке имела дочь и двух сыновей:
- Мария (1816—1895), художница и писательница, с 1843 года замужем за Дмитрием Васильевичем Поленовым (1806—1878); их сын — художник В. Д. Поленов.
- Леонид (1818—1886), к «величайшему смущению родных и прискорбию матери»[4] первым браком был женат на двоюродной сестре Варваре Константиновне Бороздиной (1820—1853), дочери историка К. М. Бороздина. Овдовев, жил с малолетней дочерью Ольгой в родительском имении Ольшанка.
- Алексей (1821—1881) из-за несчастного случая в детстве был хромым, жил почти постоянно за границей.

## Литературная деятельность
Воейков был любителем и знатоком литературы, как минимум, со времен учёбы. Переведённые им с немецкого сентиментальная повесть «Эмма» (1794 год) и отрывок «Родительское благословение» (1798) были опубликованы в журнале «Приятное и полезное».
В поэзии работал как в традициях классицистической оды — «Чувствования по прочтении новоизданных творений российского лирического песнопевца» (посвящено Державину, напечатано в «Иппокрене» за 1799 год, часть 4), так и в жанре сентиментализма «Осень» (опубликовано в журнале «Приятное и полезное», 1797 год, часть 16). Образцами любовной лирики Воейкова являются стихотворения «К живописцу» («Приятное и полезное», 1797, ч. 16), «Война и мир» («Иппокрена», 1800, ч. 5). По стилю они славянизированы и наполнены мифологическими образами. В стихотворении «Святослав» («Иппокрена», 1800, ч. 6) Воейков отдал дань батальным сценам.
В 1810-х годах состоял в деловой переписке с Державиным, был знаком с поэтами его кружка, в частности с В. В. Капнистом, посвятившим одно из своих стихотворений Вере Николаевне.
«Солоповы законы», перевод из книги Жан-Жака Бартелеми «Путешествие молодого Анахарсиса в Грецию» («Новости русской литературы», 1802, ч. 4), Воейков посвятил «г-ну К-ину» (некоторые полагают, что Карамзину). Воейкову же принадлежит и опубликованный там же перевод натурфилософской статьи Вольтера «Об изменениях в природе» («О горах и раковинах»).

## Память
6 июля 2018 года в селе Красное Знамя (бывшее Старая Ольшанка) Тамбовской области торжественно открыт памятник герою Отечественной войны 1812 года генерал-майору Алексею Воейкову, памятник установлен Российским военно-историческим обществом на территории бывшей усадьбы дворян Воейковых (недалеко от сохранившегося храма). Интересно, что на территории бывшей усадьбы ранее в 2015 был установлен памятник его внуку, художнику Василию Поленову и фигура дочери Воейкова — художнице Марии Алексеевны Поленовой.